# Пушер (филм из 2012)
Пушер (енгл. Pusher) британски је криминалистички трилер филм из 2012. године који је режирао Луис Прието. У питању је енглески римејк истоименог данског филма из 1996. године који је режирао Николас Вајндинг Рефн. Главне улоге тумаче Ричард Којл, Агнес Дејн, Бронсон Веб и Пол Кеј.

## Радња
Френк је нискоразредни дилер кокаина у Лондону, спроводећи посао са својим партнером Тонијем и симпатијом Фло. Када га контактира бивши цимер из затворске ћелије због великог дила дрогом, Френк позајмљује кокаин у вредности од 45.000 Фунти од Мила, опасног српског нарко-боса. Он обећава да ће се вратити са новцем сутрадан, са додатних 3000 фунти које је претходно дуговао, али полиција врши рацију на дил и Френк је приморан да баци кокаин у оближње језеро. У притвору, Френк сазнаје да је Тони признао истину о дилу, али бива ослобођен следећег дана. Френк убрзо налази Тонија и немилосрдно га пребија бејзбол палицом.
Френк се враћа код Мила без новца и дроге и тражи више времена да отплати дуг. Мило захтева да му 55.000 Фунти буде исплаћено ускоро. Френк ужурбано наплаћује старе дугове и покушава да ступи у контакт са Данаком, кријумчарем дроге, која би требало да поседује пола килограма кокаина. Френк је неуспешан и све више губи стрпљење. Мајло шаље слугу Хакана да помогне Френку, али не проналазе успех. Френк коначно ступа у контакт са Данаком, али сазнаје да је пакет кокаина бескористан. Френк постаје очајан и краде дрогу са журке богатих људи, међутим и даље нема довољно да исплати дуг.
Мило губи стрпљење и наређује да му доведу Френка. Са само пар хиљада фунти, Френк преклиње за још времена, али Мајло почиње да га мучи. Френк успева да побегне и враћа се код Фло, где је пита да ли би побегла са њим у Шпанију користећи новац који је сакупио. Док се Френк припрема за полазак, Мило га позива и објашњава како их је њихов окршај превише коштао и да ће стога прихватити симболичну исплату како би решили проблеме. Међутим, видимо да Мило и његови људи планирају да убију Френка када стигне. Френк отворено говори Фло како су њихови планови отказани и смеје се на помисао да њих двоје заједно беже. Сломљеног срца, Фло краде сав преостали Френков новац и бежи таксијем. Френк сустиже такси и њих двоје се плачући гледају кроз затворен прозор аутомобила.

## Улоге
| Глумац       | Улога                                                                          |
| ------------ | ------------------------------------------------------------------------------ |
| Ричард Којл  | Френк, нискоразредни дилер дроге                                               |
| Агнес Дејн   | Фло, Френкова девојка                                                          |
| Бронсон Веб  | Тони, Френков весели партнер                                                   |
| Мем Ферда    | Хакан, Милов извршилац                                                         |
| Златко Бурић | Мило, моћни српски нарко-бос. Бурић је такође глумио Мила у оригиналном Пушеру |
| Пол Кеј      | Фиц, једна од Френкових муштерија                                              |

## Снимање
Филм је снимљен у Лондону, у насељу Стоук Њуингтон и његовој околини.

## Музика
Музику за филм је радио британски електронски бенд Орбитал.